# مسند اسحاق بن راهویه
مسند اسحاق بن راهویه اثری از اسحاق بن راهویه دربارهٔ احادیث پیامبر اسلام است. مؤلف از ذکر احادیث غیرمعتبر خودداری، و تنها احادیث صحیح، حسن و ضعیف را نقل کرده‌است. تعداد احادیث منقول از ابوهریره در کتاب ۵۴۳ حدیث است که با توجه به آنچه که از ابوهریره روایت شده، بسیار کم است؛ و تعداد احادیث عایشه بنت ابوبکر نیز ۱۲۷۲ حدیث است.